# Vladimir Šubic
Vladimir Šubic, slovenski arhitekt, * 23. maj 1894, Ljubljana, Kranjska, Avstro-Ogrska, † 16. november 1946, Lukavac, SR BiH, FLRJ (danes Bosna in Hercegovina).
Šubic je avtor mnogih ljubljanskih zgradb, najbolj znana je ljubljanski Nebotičnik. 

## Zgodovina
Njegov oče je bil Ivan Šubic iz znane podobarske družine v Poljanski dolini. Mati je bila Hedvika (rojena Fabiani). Študiral je na Dunaju, v Gradcu in v Pragi. Leta 1922 je po končanih študijih opravil državni izpit in dobil naziv inženirja-arhitekta. V Ljubljani je aktivno deloval do druge svetovne vojne.
Po vojni je padel v nemilost komunističnih oblasti. Leta 1946 so ga poslali v delovno brigado na železniško progo Brčko-Banoviči, kjer je še istega leta umrl v še danes nepojasnjenih okoliščinah, uradno zaradi infarkta.
Spisek njegovih realiziranih del v Ljubljani je dolg, najpomembnejše delo pa je bil ljubljanski Nebotičnik, prva železobetonska stavba v Evropi.

## Zgradbe
- Vila Lovšin, Ažbetova ulica, Ljubljana
- Vila Koehler
- Stanovanjski blok Meksika, Njegoševa, Ljubljana
- Delavska zbornica, Miklošičeva cesta, Ljubljana,
- Več stanovanjskih hiš Pokojninskega zavoda: Miklošičeva 1926, Ljubljana
- Stanovanjski bloki, Valvasorjeva, 1940, Ljubljana
- Grobnica družine Jelačin, Žale, Ljubljana
- Vila Šubic, Vrtača, Ljubljana
- Palača trgovskega doma, Ljubljana
- Palača Grafika, Miklošičeva cesta, Ljubljana
- Palača trgovske akademije, Prešernova cesta, Ljubljana
- Kino Udarnik, Maribor
- Putnikov paviljon, Celje
- Stanovanjska stavba na Ljubljanski 6, 8, Celje
- Stanovanjska stavba na Razlagovi/Pleteršnikovi ulici, Celje
- Spomenik padlim v prvi svetovni vojni, Hrvatski trg, Ljubljana
- Nebotičnik in blok Pokojninskega zavoda, Ljubljana, 1933